# Monotropastrum humile
El Monotropastrum humile es una especie de planta micoheterótrofa de la familia Ericaceae, distribuida por el este de Asia, desde el Himalaya hasta las islas de Japón. Carece de clorofila y, por lo tanto, no puede realizar la fotosíntesis como la mayoría de las plantas; en su lugar, obtiene azúcares y nutrientes de hongos micorrízicos. 